# Fiat 3000
O Fiat 3000 foi o primeiro tanque produzido em série na Itália. Tornou-se o tanque padrão das unidades blindadas italianas emergentes após a Primeira Guerra Mundial. O 3000 foi baseado no francês Renault FT.

## História
Embora tenham sido encomendadas 1.400 unidades, com entregas iniciadas em maio de 1919, o fim da guerra fez com que o pedido original fosse cancelado e apenas 100 foram entregues. Os primeiros Fiat 3000 entraram em serviço em 1921 e foram oficialmente designados como carro d'assalto Fiat 3000, Mod. 21 (italiano para "tanque de assalto Fiat 3000, Modelo 21"). Os testes do Modelo 21 revelaram que o armamento, composto por duas metralhadoras de 6,5 mm, era inadequado, sendo solicitada a adoção de um canhão de 37 mm como armamento principal.
A versão melhorada do 3000, armada com canhão 37/40, foi testada em 1929 e adotada oficialmente em 1930 com a designação de carro d'assalto Fiat 3000, Mod. 30. O Modelo 30, além de seu armamento aprimorado, também diferia do Modelo 21 por ter um motor mais potente, suspensão melhorada, silhueta diferente do compartimento do motor e os depósitos externos eram arrumados de forma diferente. Ao virar o motor lateralmente pela primeira vez (um princípio ainda usado nos tanques russos hoje) depois de alargar ligeiramente o casco, os engenheiros italianos conseguiram tornar o compartimento de combate muito menos apertado e o tanque mais curto e mais leve ao mesmo tempo. Alguns Modelo 30 também foram produzidos com duas metralhadoras de 6,5 mm como armamento principal, como no Modelo 21, no lugar do canhão de 37 mm. Um número limitado de veículos Modelo 21 foi exportado para a Albânia, Letônia (6 em 1926), Hungria e Abissínia (Etiópia) antes de 1930.
As designações destes tanques foram alteradas antes da eclosão da Segunda Guerra Mundial, de acordo com o sistema de identificação que foi adotado ao longo da guerra pelos italianos. O Modelo 21 foi redesignado L5/21, e o Modelo 30 foi redesignado L5/30.

## Batalha
O Fiat 3000 (Modelo 21) foi usado pela primeira vez em ação em fevereiro de 1926 na Líbia, e posteriormente também entrou em ação contra os etíopes na Segunda Guerra Ítalo-Etíope em 1935. Não foi um dos tanques usados pelos italianos na Espanha durante a Guerra Civil Espanhola, no entanto. Com a entrada da Itália na Segunda Guerra Mundial em junho de 1940, um número limitado de Fiat 3000 ainda em serviço no exército italiano foi empregado operacionalmente na frente greco-albanesa. Eles também estiveram entre os últimos tanques italianos a se opor aos Aliados, já que em julho de 1943, quando os Aliados desembarcaram na Sicília, duas empresas italianas de tanques na ilha ainda estavam equipadas com o 3000. Uma empresa foi instalada e seus veículos foram usados como fortificações fixas, enquanto a outra empresa foi usada em uma função móvel para responder ao desembarque anfíbio durante a Batalha de Gela, com poucos tanques sobrevivendo ao ataque Aliado.

## Operadores
Reino da Itália
- Exército Real Italiano

 Argentina

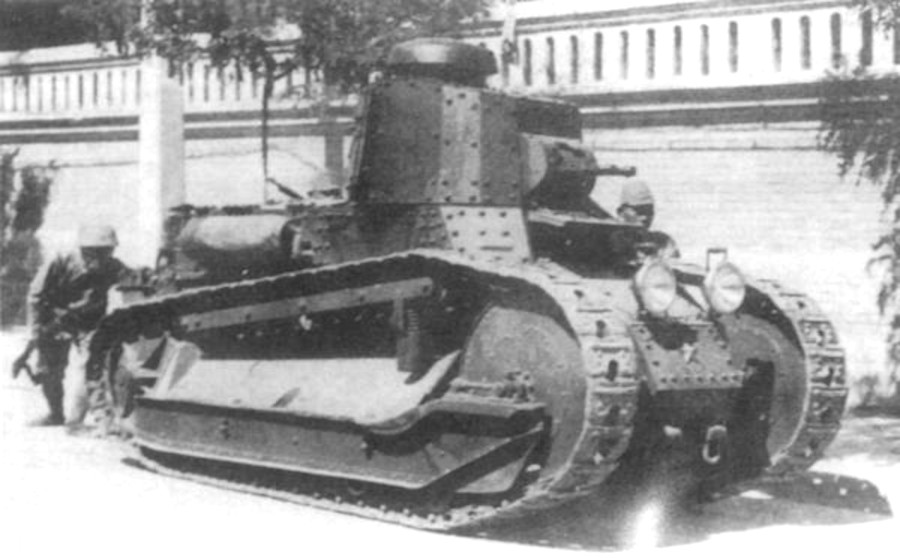
Tanque Fiat 3000 do Exército Imperial Japonês durante o Incidente de Mukden, 1931

- Exército Argentino comprou um FIAT 3000 Modello 1921.

 Reino da Albânia
- Exército Real Albanês comprou dois Fiat 3000 no final da década de 1920.[7]

 União Soviética
- Exército Vermelho comprou três FIAT 3000 em 1927. Estes chegaram a Moscou em março de 1928.

 Reino da Dinamarca
- Exército Real Dinamarquês comprou um Fiat 3000 em junho de 1928 para fins de avaliação.

 Império Etíope
- Exército do Império Etíope comprou um Fiat 3000 em 1925 e mais três em 1930.

 Letônia
- Forças Terrestres da Letônia compraram seis Fiat 3000 em 1927. Equiparam dois pelotões da 1ª Companhia de Tanques, localizada em Riga.

 Reino da Espanha
- Exército da Espanha comprou um único exemplar para teste em outubro de 1924. Após os testes malsucedidos e sua rejeição como o próximo tanque leve espanhol, o tanque foi deixado na Escuela Central de Tiro em Carabanchel, Madrid.

 Reino da Hungria
- Exército Real Húngaro comprou cinco Fiat 3000 na década de 1930.

 Império do Japão
- Exército Imperial Japonês comprou um Fiat 3000 para testes. Este tanque participou da Segunda Guerra Sino-Japonesa.